# Флейшер, Евгений Адольфович
Евгений Адольфович Флейшер (7 марта 1934, Ленинград — 26 декабря 1974, Электросталь, Московская область) — советский хоккеист с мячом и шайбой, также футболист. Мастер спорта СССР по хоккею с мячом (1956).

## Биография
Начал играть в хоккей с мячом в ленинградской команде «Красная заря».
С 1952 года начал выступать в ленинградской «Энергии».
В 1955 году получил приглашение в московское «Динамо», где стал бронзовым призёром чемпионата СССР (1956). В том же году он был назван в числе 22 лучших игроков сезона и даже приглашён во вторую сборную СССР на Московский международный турнир. В 1958 году вернулся в Ленинград, где провёл ещё один сезон.
Также играл в хоккей с шайбой, выступал в составе динамовцев Москвы (1957 г.) и Киева (1963—1964).
Неплохо играл в футбол. Выступал за ленинградские клубы «Энергия», «Светлана» и «Динамо», а также за «Спартак» из Станислава и черновицкий «Авангард».
В 1964 году переехал в Казань, где работал с «Ракетой» в качестве играющего тренера (1964/65), играющего главного тренера (1965/66) и главного тренера (1966/68).
В 1968 году в Ижевске стал работать с клубом по хоккею с шайбой — «Ижсталь» в качестве главного тренера. В 1971 году команда выиграла путёвку в высшую лигу.
В 1974 году в Казани стал работать со СК им. Урицкого в качестве начальника команды.
Погиб в декабре 1974 года в автокатастрофе.